# Герб Вікторії
Герб Вікторії є офіційним гербом австралійського штату Вікторія. Вікторія була другим штатом Австралійського Союзу, який отримав державні символи 6 червня 1910 року  від короля Георга V. Штат був названий у 1851 році на честь його бабусі, яка на той час правила. Остаточна версія герба була надана 28 березня 1978 року  королевою Єлизаветою II.

## Опис
Тинктури щита відповідають офіційними кольорами штату, вони є лазуровим, срібним, зеленим та рожевим. Ці кольори разом об’єднують і представляють штат Вікторія.
Щит: на блакитному полі  срібним кольором позначено сузір'я Південний хрест. Одна зірка  має з вісім променів,  дві - сім, одна - шість, одна -  п'ять.
Шолом, звернений вліво, розташований над щитом та має закрите забороло. Шолом має намет, що складається з візерункових прикрас  у вигляді листя срібного та блакитного кольорів, які в'ються по  верхній стороні щита  та над щитотримачами. 
А шоломі одягнутий кольоровий бурелет з синього та срібного кольорів. З нього виглядає червоний кенгуру, який повернутий праворуч та тримає у лапах королівську корону Святого Едуарда. 
Щитотримачі - дві жінки, що представляють мир і процвітання. Вони ліктями однієї руки опираються на щит. Праворуч жінка в срібній сукні з блакитним палантином, з лавровим вінком на голові  тримає в руці оливкову гілку. Це є символом миру.  Ліворуч жінка в срібній сукні з червоним палантином тримає ріг достатку, що  який символізує багаті врожаї.  Фігура символізує «Процвітання».  
Постамент зображено пагорбом з не високими кущами та двома гілками вересу рожевого, що розташовані з обох сторін щита.  З 1951 року рожевий верес був прийнятий офіційною квітковою емблемою штату Вікторія.  Стрічка з девізом має напис "Мир і процвітання" англійською. Цей девіз є першим девізом англійською мовою серед гербів Австралії, інші мали висловлювання латинською мовою. 

Офіційний герб Вікторії між 1910 і 1973 роками